# Pertusaria consanguinea
Pertusaria consanguinea är en lavart som beskrevs av Müll. Arg. Pertusaria consanguinea ingår i släktet Pertusaria och familjen Pertusariaceae.   Inga underarter finns listade i Catalogue of Life.